# Difenidramina

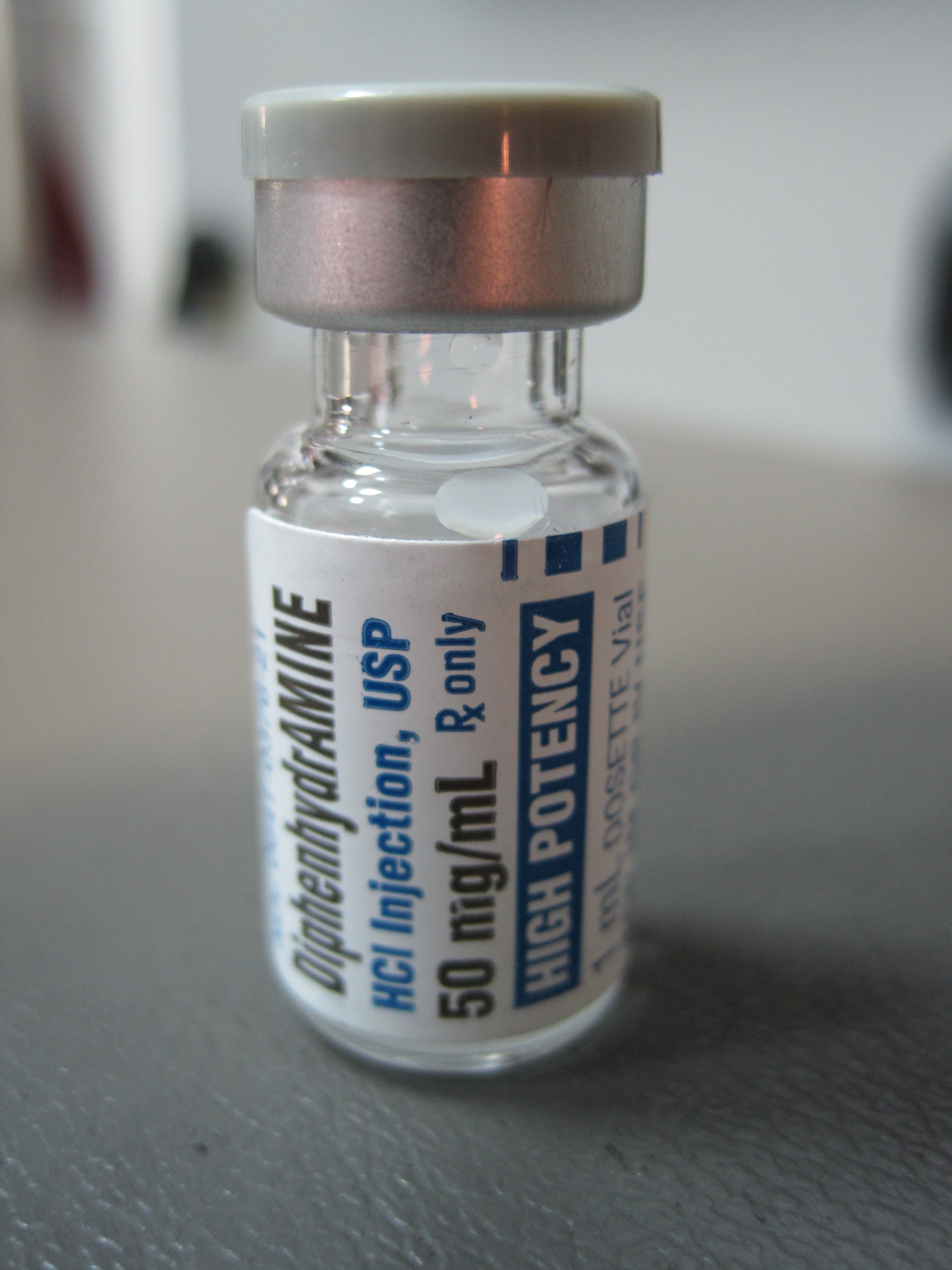
Difenidramina

La  difenidramina è un farmaco antistaminico di prima generazione appartenente al gruppo degli H1 antagonisti, in grado cioè di competere con l'istamina a livello dei recettori H1 presenti nella muscolatura liscia dell'albero respiratorio, dei vasi, dei capillari e di alcune ghiandole esocrine, come quelle annesse ai bronchi, le salivari e le lacrimali. Ha quindi azione broncodilatante, spasmolitica e antisecretiva.

## Proprietà
È stata inoltre messa in evidenza sia nell'animale che nell'uomo un'attività antiemetica, sedativa e antitosse. Il farmaco viene rapidamente assorbito; dosi orali singole di 100 mg portano a una concentrazione plasmatica massimale in 2-4 ore, con una emivita plasmatica di circa 7 ore. La distribuzione tissutale avviene rapidamente: le concentrazioni più elevate si hanno nei polmoni, nella milza e nel fegato.
La difenidramina viene metabolizzata nell'uomo mediante 2 successive N-demetilazioni; l'ammina primaria è ulteriormente ossidata ad acido carbossilico. La metabolizzazione avviene principalmente nel fegato e l'escrezione dei metaboliti avviene per via urinaria.

## Tossicità
La DL50 della difenidramina per via orale è pari a 164 mg/kg nel topo e 500 mg/kg nel ratto; per via sottocutanea è di 127 mg/kg nel topo e di 474 mg/kg nel ratto; per via endovenosa è pari a 42 mg/kg nel ratto, 10 mg/kg nel coniglio e 24 mg/kg nel cane.

## Indicazioni
Viene utilizzato come trattamento per le dermatiti e le reazioni allergiche, per ridurre manifestazioni come prurito ed edema. Risulta anche indicato nel trattamento di nausea e vomito associati alla Sindrome di Menière.

## Effetti collaterali
Alle comuni dosi terapeutiche gli effetti collaterali più frequenti consistono in sedazione, sonnolenza, astenia, facile affaticabilità, difficoltà della coordinazione motoria, vertigini, ronzii auricolari, visione indistinta, diplopia.
Presenta l'effetto paradosso soprattutto ad un dosaggio che supera i 400 milligrammi assunti per via orale. Come disforia, allucinazioni ed insonnia.
Sono inoltre frequenti, per gli effetti anticolinergici del prodotto, secchezza delle fauci, del naso, stipsi, difficoltà ad urinare, ritenzione urinaria, riduzione ed ispessimento delle secrezioni bronchiali accompagnate da respiro difficoltoso e senso di oppressione toracica. La comparsa di disturbi epigastrici, anoressia, nausea, vomito e diarrea, può essere evitata somministrando il prodotto dopo i pasti.
Con l'impiego degli antistaminici sono tuttavia possibili segni di eccitazione centrale, specialmente nei bambini e nei soggetti predisposti, con la comparsa di euforia, nervosismo, insonnia, tremori, e, ad alte dosi, convulsioni.
Alle comuni dosi d'impiego il prodotto non manifesta evidenti effetti cardiovascolari. È possibile tuttavia specie negli anziani e nei soggetti ipersensibili cefalea, tachicardia, ipotensione ed extrasistoli.
Eccezionale è la comparsa di agranulocitosi, leucopenia ed altre gravi reazioni ematologiche (trombocitopenia, anemia emolitica).